# Jean-Paul Sermain
Jean-Paul Sermain est professeur à l'université Sorbonne-Nouvelle.

## Biographie
Il est spécialiste du XVIIIe siècle. Ses recherches portent sur la littérature du XVIIIe siècle, la poétique du roman et des contes de fées. Il travaille aussi sur les œuvres de Marivaux, Prévost et Diderot.
Le 25 avril 2017, il fait partie des signataires d'une tribune de chercheurs et d'universitaires annonçant avoir voté Emmanuel Macron au premier tour de l'élection présidentielle française de 2017 et appelant à voter pour lui au second, en raison notamment de son projet pour l'enseignement supérieur et la recherche.

## Publications

### Monographies
- Étienne-Simon Gamaches. Les agréments du langage réduits à leurs principes : troisième partie, édition critique et introduction, Paris, Éditions des Cendres, 1992  (ISBN 2-86742-039-3).
- Le Singe de don Quichotte : Marivaux, Cervantes et le roman postcritique, Oxford : Voltaire Foundation, 1999.
- Métafictions 1670-1730. La réflexivité dans la littérature, Paris, Champion, 2002.
- Rhétorique et roman au dix-huitième siècle : l’exemple de Prévost et de Marivaux (1728-1742), Oxford, Voltaire Foundation at the Taylor Institution, 1985.
- Le conte de fées du classicisme aux lumières, Paris, Desjonquères, 2005, Prix Ève-Delacroix[2].
- Les Mille et une nuits entre Orient et Occident, Paris, Desjonquères, 2009.

### Articles (sélection)
- « Méduse-marionnette : La vie de Marianne de Marivaux (1728-1741) et l’héritage de Don Quichotte », Études françaises, vol. 42, no 1,‎ 2006, p. 111-125 (lire en ligne).
- « Les Aventures de Télémaque : un titre programme », Littératures classiques, no 70,‎ 2009, p. 147-153 (lire en ligne).
- « Une révolution dans l'expression verbale des émotions : L'Art de parler de Bernard Lamy (1675-1688) », Littératures classiques, no 68,‎ 2009, p. 203-210 (lire en ligne).
- « Frivoles et bizarres. Les fictions de Perrault, de Sade et de Potocki aux frontières du XVIIIe siècle », Littérature, no 169,‎ mars 2013, p. 58-66 (lire en ligne).
- « Regards furtifs sur la fiction (1646-1754) : Chapelain, Huet, Galland, Marivaux, Perrault, Prévost », Études françaises, vol. 49, no 1,‎ 2013, p. 13-22 (lire en ligne).
- « Horreur agréable et terreur sublime, deux visions poétiques anglaises du conte de fées français au XVIIIe siècle », Littérature, no 198,‎ juin 2020, p. 7-19 (lire en ligne).